# Renato Brogelli
Renato Brogelli (Piombino, 6 marzo 1915 – Terni, 30 ottobre 2007) è stato un drammaturgo italiano, autore di testi di teatro dialettale.

## Biografia
A quattro anni si trasferisce con la famiglia a Terni (Umbria) ove entra subito in simbiosi con l'ambiente che lo circonda. Prestissimo s'interessa al Teatro e, in tal senso, svolge attività amatoriale. Subito dopo la fine della seconda guerra mondiale partecipa attivamente a tutte le manifestazioni artistiche, che sorgono finalmente a nuova vita. 
Nel 1944 scrive la sua prima commedia (“Zitti 'n bo'?!”), cui seguono tante altre, raccolte poi in due volumi dal titolo Il mestiere di far ridere.
Con Luciano Fancelli scrive numerose canzoni per il Cantamaggio ternano. 
Con Marini e Taviani, mosso dall'intenzione di rappresentare il meglio del teatro italiano, fonda la "Brigata del Teatro Sperimentale", in lingua. Sin d'allora, però, crede nel dialetto e nella sua forza di comunicazione. Non sono in molti a seguirlo in questa strada, non essendo ancora scemati del tutto gli attacchi al dialetto da parte della cultura a favore di una lingua nazionale "standard". Brogelli però va avanti per la sua strada: diventa l'anima e la guida del "Piccolo Teatro Città di Terni" e scrive le commedie che hanno fatto accorrere, in questi anni, migliaia di ternani al cinema-teatro Antoniano di Terni.
La sua fama varca i confini cittadini; le sue commedie, tradotte e interpretate in vari dialetti, si rappresentano in quasi tutte le regioni italiane diventando l'orgoglio della cultura dialettale ternana. Nel 1982 il teatro di Renato Brogelli viene chiamato a rappresentare l'Italia in una rassegna sul teatro e sulla cultura all'Università di Nantes, in Francia. Seguono poi importanti premi (migliore commedia, migliore attrice, miglior attore) in varie manifestazioni sul teatro dialettale organizzate da molti comuni italiani, da Milano a Siracusa.
Muore a Terni il 30 ottobre 2007.

## Le Commedie
- 'Zitti 'n bo'!?
- Volemoce bene che pocu ce costa
- La penzione de la sora Cammilla
- Martina la zitella e l'anima gemella
- Tifu 'n famija
- Lu pangrattatu
- Aria de cullina
- Tira la martinicca
- A li cunti facemo li pianti
- Ciriole e palomme pe' zi' Valindinu
- Lu paciarellu de Boccaporcu
- Focu de paja
- Lu fiju de Parlinfaccia
- A 'gni morte de Papa
- A casa de l'Onorevole
- Alla fine se recontanu 'e pecore

| Controllo di autorità | VIAF (EN) 68183150 · ISNI (EN) 0000 0000 3195 2785 · SBN SBLV218089 · LCCN (EN) n95102829 |